# Francesc Vilaró i Carbonell
Francesc Vilaró i Carbonell (Palafrugell, Baix Empordà, 12 d'octubre de 1885 - Granollers, Vallès Oriental, 26 de març de 1966) fou un instrumentista de tenora, pedagog i compositor de sardanes i de nombroses composicions corals i religioses. Ocasionalment usà el pseudònim Vilanell.

## Biografia
El seu pare, organista de Palafrugell, li va donar els seus primers estudis musicals de solfeig i piano, que continuaren amb el mestre Molins (violí). Va ser present al Concurs de Cobles que es va fer a Barcelona el 1902, i oir el gran tenora Albert Martí va despertar la vocació d'en Francesc per aquest intrument, i la voluntat de demanar a en Martí que l'ensenyés a tocar-lo. Als 18 anys, i després de perfeccionar-se amb Joan Lamote de Grignon, va ingressar a la cobla La Principal de Palafrugell com a tenora. A l'any següent va ser requerit com a organista a Arbúcies, així com a mestre de música i per formar-hi una cobla. En aquesta població va escriure la primera sardana (La Moreneta del Montseny, 1908) i va desenvolupar una profunda tasca docent amb alumnes con Francesc Riumalló i Joan Bosch.
L'any 1913 va deixar Arbúcies i es va traslladar a Granollers, on continuà ensenyant música i fundà la cobla Vilaró, nodrida per alguns membres de la família Vilaró i en actiu fins al 1936. Havia actuat breument, durant uns mesos, a la cobla Barcelona. Després de la guerra fou director i tenora solista de la cobla Unió Artística de Granollers.
A la capital del Vallès Oriental va assumir la direcció del cor de la societat coral Amics de la Unió substituint-ne el director anterior, Jaume Arumí, mort prematurament aquell mateix any. Aquest cor havia estat dirigit anys abans per Antoni Juncà, que fou qui el va recomanar, segons consta a les actes de l'entitat que es conserven a l'Arxiu Municipal de Granollers.
A Granollers també hi va formar, el 1914, l'orquestra Vilaró, que seria molt activa a la comarca.
El seu germà Felip va ser fiscornaire i compositor de sardanes, i el seu fill, Josep Maria Vilaró i Pascual, va ser instrumentista de tible, pianista i compositor de fecunda producció.

## Obres
- Cruzando el Ebro (1960), vals
- Dansa de Sant Feliu Sasserra, arranjament per a cobla

### Sardanes
- A la treballada, per a piano
- Al despuntar l'aurora (1943)
- L'aplec de Lliçà (1960)
- Aquelles enramades
- Camí de Riells (1955)
- Camperola
- Cançó d'abril, enregistrada en disc "de pedra"
- Cant de primavera
- Cant del pastoret (1927)
- El cant del rossinyol (1920)
- Cap al tard, enregistrada en disc "de pedra" per La Principal de Palafrugell (Barcelona: Compañía del Gramófono Odeón, ca 1917)
- La caseta del veral
- La casserra (1920)
- Conxita (1927)
- Els dansaires de Lliçà (1928), signada amb el pseudònim Vilanell
- Dins la roureda
- Dol d'enamorat, amb el pseudònim Vilanell
- Dolça mirada (1952)
- En Ton paleta (1929). Enregistrada per la Principal de la Bisbal en diversos discos single i LP (Barcelona: Discophon, 1968 SC 2034; 1975 STER 56, STER 77, E-7138)
- Enyorament de l'amor
- Flor de Teià (1919)
- Flor del camp (1916)
- Flors de primavera
- Flors del Montseny
- La font de Sant Hilari (1958)
- La font del Briançó
- La font del rossinyol (1951)
- Fulles de rosa
- La gralla del pastor (1934)
- Guillermina
- Jorn de festa (1947)
- Mar de Tamariu (1965)
- Maria Àngels
- Marisefa (1956)
- Matinada (1914)
- Matinada alegre
- Merceneta
- La més alegre (1953)
- La Moreneta del Montseny (1908), la primera
- Muntanyes del Canigó
- La non non del rossinyol
- Ofrena
- La pastora del Cadí (1962)
- Pastora galana (1945)
- Picardia (1950)
- La plana riallera (1931)
- Pluja de roses, enregistrada
- Primavera, enregistrada
- La pubilla del Vallès (1929)
- Record
- Record de Llerona (1960)
- Recordant aquelles enramades (1960)
- Records d'amor
- Retorn (1917)
- La rondalla (1923)
- La rosella
- Rosina. Enregistrada en disc "de pedra (Barcelona: Odeón, 1926)
- El rossinyol alegre (1956), obligada de tible
- Santa Fe (1947)
- So de festa (1952)
- Sol naixent
- Sota d'un faig
- Tornant d'aplec (1945)
- La tranquil·la (1954)
- Vesprada (1913)[5]